# Zenodot z Efezu
Zenodot z Efezu (stgr. Ζηνόδοτος ok. 325 – ok. 265 p.n.e.) – grecki poeta, gramatyk i filolog. 
Uczeń Filetasa z Kos, wychowawca króla Egiptu Ptolemeusza II Filadelfosa – mianowany przez niego pierwszym kierownikiem (kustoszem) Biblioteki Aleksandryjskiej (od ok. 269 p.n.e.). Uważany też za pierwszego w dziejach europejskiej kultury filologa-naukowca, był autorem krytycznego wydania Iliady i Odysei Homera oraz Teogonii Hezjoda. Swe stanowisko łączył z obowiązkami wychowawcy następcy tronu, co odtąd miało być na dworze ptolemejskim regułą.
Prace Zenodota zaginęły i znane są tylko z późniejszych relacji.